# Suli

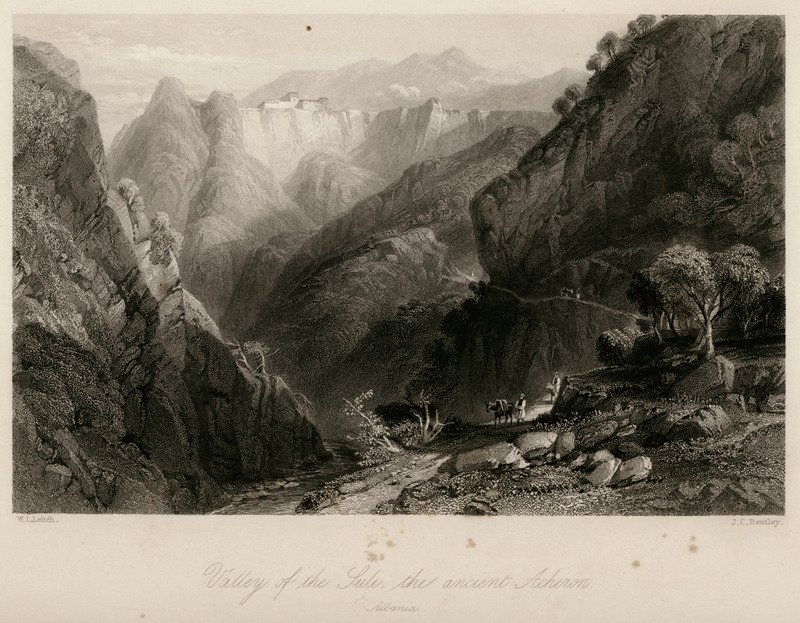
Souli, 1836

Suli (in greco Σούλι?) è un comune della Grecia situato nella periferia dell'Epiro (unità periferica della Tesprozia) con 10 951 abitanti secondo i dati del censimento 2001.
A seguito della riforma amministrativa detta Programma Callicrate in vigore dal gennaio 2011 che ha abolito le prefetture e accorpato numerosi comuni, la superficie del comune è ora di 584 km² e la popolazione è passata da 748 a 10 951 abitanti.

## Storia
Nel XVIII e nel XIV secolo, i cittadini di Suli (Sulioti) si ribellarono con successo contro la dominazione Ottomana.